# Walter Cussigh
Valter Cussigh, noto come Walter Cussigh (Povoletto, 11 maggio 1954), è un pilota motociclistico italiano ritiratosi dall'attività agonistica.

## Carriera
Disputa la sua prima gara in moto nel 1975. Nel 1979 prende parte al Trofeo Formula Laverda 500, partecipandovi anche nel 1980 e 1981, in quest'ultimo anno Cussigh si aggiudica il trofeo. Verso la fine della stessa stagione Cussigh corre le ultime due gare del Campionato Italiano TT2 con la Ducati, al Mugello riesce a cogliere il secondo posto dietro a Broccoli, mentre a Monza vince nell'ultima gara del campionato 1981. Nello stesso anno partecipa ad una gara del Campionato Italiano 250 con una Yamaha, giungendo terzo al Mugello.
Nel 1982 partecipa e vince il campionato italiano TT2 con la Ducati 600 TT2, vincendo 5 gare su 5. Ad Imola prende parte all'unica 24 ore organizzata in Italia, facente parte del mondiale endurance, la Ducati guidata da Cussigh si presenta all'evento con un'evoluzione del bicilindrico che viene portato alla cilindrata di 750.
Nel 1983 sempre con Ducati, è campione italiano Endurance TT1 750 in coppia con Oscar La Ferla, inoltre è vice-campione italiano classe TT1, ad un punto dal vincitore. Nello stesso anno partecipa alla 24 Ore di Imola con la Ducati, rimane in testa fino a 6 ore dalla fine, poi la rottura del motore lo costringe al ritiro. Partecipa nel 1984 ad alcune gare del Campionato mondiale Endurance tra cui la 24 Ore di Le Mans, la 8 Ore di Suzuka e la 8 Ore del Nürburgring, dove si classifica 4º in coppia con Walter Villa.
Il 1985 termina con la vittoria nel campionato italiano Endurance classe F1 sempre con la Ducati ufficiale, vince 3 gare su 3.
Partecipa anche alla 6 ore di Monza, gara facente parte del campionato mondiale Endurance e giunge 5º al traguardo in coppia con La Ferla.
Nel 1986 è campione italiano Endurance F1 guidando per due gare la Suzuki-Geminiani in coppia con Mauro Ricci (Misano e Vallelunga) e per la gara di Misano, la Ducati in coppia con Stefano Caracchi.Nello stesso anno partecipa alla 200 Miglia di Misano Adriatico valida per il Campionato mondiale Endurance. Nel 1988 prende parte al Gran Premio d'Austria nell'edizione inaugurale del mondiale Superbike. Dopo essersi ritirato in gara uno, conclude la seconda prova al ventunesimo posto.
Partecipa nel 1989 alla 8 Ore di Suzuka con la Ducati 851 del team Fukui in coppia con Oscar La Ferla, successivamente sempre con Ducati 851, prende parte ad una gara sul circuito di Rijeka valida per il Campionato Alpe Adria e arriva primo. Nello stesso anno è vittima incolpevole di un incidente stradale, dove riporta lesioni importanti alla spalla che lo obbligano al ritiro dalle competizioni.

## Risultati in gara nel campionato mondiale Superbike
| 1988 | Moto   |  |  |  |  |  |  |     |    |  |  |  |  |  |  |  |  |  |  | Punti | Pos. |
| ---- | ------ |  |  |  |  |  |  | --- | -- |  |  |  |  |  |  |  |  |  |  | ----- | ---- |
| 1988 | Ducati |  |  |  |  |  |  | Rit | 21 |  |  |  |  |  |  |  |  |  |  | 0     |      |

| Legenda | 1º posto        | 2º posto            | 3º posto           | A punti      | Senza punti        | Grassetto – Pole position Corsivo – Giro più veloce |
| Legenda | Gara non valida | Non qual./Non part. | Ritirato/Non class | Squalificato | '-' Dato non disp. | Grassetto – Pole position Corsivo – Giro più veloce |